# Askø (Smålandsfarvandet)
 For alternative betydninger, se Askø. (Se også artikler, som begynder med Askø)
Askø er en ø i Smålandsfarvandet nord for Lolland. Øen hører til Lolland Kommune.
Askø er en meget flad ø, som ved stormfloderne i 1858 og 1872 blev delvist oversvømmet. En del af øen, herunder den inddæmmede Kirkevig, er sikret med diger mod oversvøming. 
Indbyggertallet på Askø har været støt dalende siden 1945, da der boede ca. 238. Nu er der kun ca. 42 tilbage, og skolen blev lukket i 1988 på grund af mangel på elever. De fleste fastboende bor i Askø by på den nordlige del af øen, hvor Askø Kirke ligger. Mod øst findes et sommerhusområde med ca. 250 sommerhuse. Lolland Kommunes andenstørste sommerhusområde.
Tidligere beskæftigede fiskeri og søfart en stor del af beboerne, men hovederhvervene på Askø er i dag landbrug og frugtavl.
Der findes harer, ræve og fasaner på Askø. Mest mangfoldigt er nok fuglelivet, for øen er yngleområde for mange ænder, måger og vadefugle. Ud over naturen er seværdighederne på øen Askø Kirke fra 1200-tallet og Askø Ø-Museum (Webside ikke længere tilgængelig), som er et lokalhistorisk museum.
Askø er forbundet med naboøen Lilleø med en ca. 700 m lang dæmning. I december 2014 fik Askø som den første ø i Danmark fibernet, hvilket øger internetforbindelsen betragteligt. Planen er at flere mindre danske øer skal have hurtigere internet, ligesom der findes i de større byer.
Der er flere overnatningsmuligheder bl.a.  
- Shelterplads med 2 shelters, Askepot og Lillepot.
- Værelser på Askø Gl. Skole
- Askø Mejeri Sommerpensionat hvor man kan overnatte hele året
- Askø Bed & Breakfast hvor man kan overnatte om sommeren
- Ved havnen er der en teltplads, og der ligger et moderne havnehus med køkken og opholdsområde. Herudover er der bade- og vaskefaciliteter

Askø har en købmand drevet af frivillige fra øen og sommerhusbeboere.
Der var færgeforbindelse til Askø fra Bandholm på Lolland i 143 år, fra 1882 til februar 2025. Turen tog ca. 25 minutter.
idag har Askø færgeforbindelse til/fra Kragenæs på Lolland, en tur på ca. 40 minutter.